# 한국의 사라진 성씨
한국의 사라진 성씨는 문헌에는 기록이 있으나, 현재까지 이어져 내려오지 않는 성씨를 말한다.

## 목록

### ㄱ
- 가(可)
- 가(價) → 고산, 진안, 고령 가씨
- 각(珏)
- 간(干) → 남양, 라주, 경주, 철원 간씨
- 간(竿) → 철원, 해주, 동주 간씨
- 간(間)
- 갈(渴) → 모평 갈씨
- 갈(碣) → 모평 갈씨
- 감(感)
- 강(江) → 제양, 압해 강씨-부호장, 혹은 라주 속현 강홍(江洪), 혹은 백익(伯益)
- 강(降)
- 개(蓋) → 여남 개씨
- 객(客)
- 거(巨): 한국의 성씨이다.
- 건(乾)
- 건(騫) → 가화 건씨
- 검(黔)
- 검(劍)
- 견(見) → 고려 견씨
- 견(堅)
- 견(甄)
- 결(決)
- 겹(袷)
- 고이(古爾): 백제의 성씨이다.
- 골(骨): 조선의 성씨이다. 본관은 강화로, 선조 때 진사 골인서(骨仁瑞)가 있었으며, 구한말 '골점동'이라는 조선인이 하와이로 이주한 기록이 있다.[1]
- 공(貢): 고려 ~ 조선의 성씨이다. 본관은 수원 · 인천이 전해지며, 수원 공씨의 시조는 고려 후기의 문신 공천원(貢天源)이다. 인천 공씨는 조선 중종 때 진사를, 인조 때 무과 급제자를 배출하였다.
- 공손(公孫)
- 과(瓜)
- 곽리(霍里)
- 광(廣)
- 괴(槐)
- 귀(歸)
- 귀실(鬼室): 백제의 성씨이다. 본래 부여씨였는데, 귀신의 감화를 받아 분성하였다고 한다.
- 규(圭)
- 극(克)
- 긍(兢)
- 긴(緊)

### ㄴ
- 낙(絡): 고구려 연나부의 성씨 중 하나였다.
- 낙(諾): 두막루와 발해의 성씨이다.
- 년(年)
- 녕(寧)
- 농(濃)

### ㄷ
- 달(達)
- 대실(大室): 고구려의 성씨이다.
- 덕(德)
- 돌(突)
- 둔(屯)

### ㅁ
- 막(莫)
- 망(亡)
- 먀(乜)
- 며(旀)
- 명림(明臨): 고구려의 성씨이다.
- 모(慕): 발해의 성씨로, 말갈 계통의 성씨이다.
- 목(木): 백제의 대성팔족 중의 하나였다.
- 목협(木劦): 백제의 성씨이다. 이후 목씨와 협씨로 갈라진 것으로 보는 견해가 있다.
- 몽(蒙)
- 물(物)

### ㅂ
- 발해(渤海)
- 백(苩): 삼국사기에 출전이 있고, 신자전에 백제성씨로 풀이된 글자이다. 백제의 대성팔족 중의 하나로, 백제 멸망 이후에는 보이지 않는다.
- 별(別)
- 부여(扶餘) 또는 여(餘): 백제의 왕성이다. 의자왕의 아들 부여융이 당나라에서 서씨 성을 하사받은 후 한반도로 돌아왔기 때문에, 부여씨의 후예  이천 서씨와 부여 서씨가 있다.
- 부정(負鼎): 고구려의 성씨이다.
- 북(北): 한국의 성씨이다.

### ㅅ
- 사마(司馬) : 세종실록지리지에 전라도 나주목 거평(居平)의 성으로 기록되어 있다.
- 사타(沙咤)
- 사택(沙宅): 백제의 성씨이다.
- 삭(削)
- 상마(相馬)
- 색(索)
- 서(胥): 발해의 성씨이다.
- 석말(石抹)
- 소(㸴): 고유어 '소'(중세국어 독음 '쇼')에서 만들어진 한국제 한자로 적힌 성씨로 성씨 전용자이다.[2]
- 소실(小室): 고구려의 성씨이다.
- 수미(首彌)
- 숙(叔)
- 숙신(肅愼)
- 실(實)
- 쌍(雙)

### ㅇ
- 아(牙): 고려의 성씨로, 승려 혜근의 속성이다.
- 악(岳)
- 알(謁)
- 앙(仰): 본관은 연일(延日) 단본이었다.
- 야률(耶律)
- 어(於): 본관은 연안(延安), 강릉(江陵) 두 본이 있었으나 같은 가문이었다. 조선 중기까지 과거 합격자를 여럿 배출했다.
- 언(彦)
- 연(淵): 고구려의 성씨로, 대막리지 연개소문을 배출하였다. 아들 천남생이 당나라로 이주하여 천(泉)씨로 바꾸었다.
- 열(烈): 발해의 성씨이다.
- 영호(令狐): 본관은 문화(文化) 단본이었다.
- 예(禰): 백제의 성씨이다.
- 오(烏): 발해의 성씨로, 말갈 계통의 성씨이다.
- 와(瓦)
- 왁(䢲)
- 완안(完顔)
- 왈(曰)
- 우문(于文)
- 우진(羽眞)
- 욱(郁)
- 웅(熊)
- 율(聿)
- 은(隱): 고려 귀화한 발해 유민 은계종(隱繼宗)이 확인된다.
- 을(乙): 구한말 '을순화'라는 조선인이 하와이로 이주한 기록이 확인된다.[1]
- 을불(乙弗)
- 을지(乙支): 원래는 을(乙)씨였는데, 고구려 을지문덕 때에 ‘을지’씨로 바뀌었다가 후에 ‘돈씨(頓氏)’로 변했다고 한다. 본관 목천이다.
- 응(應)
- 이(弛): 한국의 성씨이다.
- 이(已): 한국의 성씨이다.
- 이선(以先)
- 익(益)
- 일(壹): 발해의 성씨이다.
- 입(入): 구한말 '입일택'이라는 조선인이 하와이로 이주한 사실이 확인된다.

### ㅈ
- 잡(雜)
- 장리(墻籬)
- 재(載)
- 재증(再曾): 백제의 성씨이다.
- 재초(齋楚)
- 적(狄)
- 정(井): 신라의 성씨로, 승려 진표의 속성이다.
- 조미(祖彌): 백제의 성씨이다.
- 중실(中室): 고구려의 성씨이다.
- 즉(則)
- 직(直)

### ㅊ
- 찬(贊)
- 찰(察)
- 책(冊)
- 처(緀)
- 척(拓): 본관은 곡산이며, 척준경을 시조로 하였다. 세종실록지리지에 망성(亡姓)으로 기록된 것으로 보아, 조선 전기에 이미 사라진 것으로 여겨진다.
- 철(哲)
- 촉(燭)
- 축(畜)
- 축자(築慈)
- 충(忠)
- 치(蚩)

### ㅌ
- 타(惰)
- 탁왕(拓王)
- 탄(憚): 한국의 성씨이다.
- 탄(炭): 한국의 성씨이다.
- 탄(呑): 한국의 성씨이다.
- 태(泰): 발해의 성씨로, 간왕의 황후 순목황후를 배출하였다.
- 태(台): 한국의 성씨이다.
- 태(苔): 한국의 성씨이다.
- 택(澤)
- 퇴(堆)
- 퉁(𨳈): 卵을 퉁으로 읽는 국의(한국 고유의 새김)자로서 성씨에 쓰였다.

### ㅍ
- 필(畢): 구한말에 필대은(畢大殷)이 있었다.
- 필(必): 한국의 성씨이다.
- 필(疋): 한국의 성씨이다.

### ㅎ
- 하(賀): 발해의 성씨이다.
- 하기(夏俟)
- 하후(夏侯): 초한전쟁 시대의 장수 하후영을 시조로 하는 성씨로 한국에서는 절멸했으나 중국에는 아직도 현존한다.
- 함천(咸千)
- 합(合)
- 항(恒)
- 해(解): 삼국 시대 ~ 남북국 시대에 걸쳐 보이는 성씨이다. 부여의 왕족인 해모수, 해부루, 해루 등이 있었고, 백제의 대성팔족 중의 하나로서 해충, 해명, 해구 등이 있었다. 남북국 시대에는 발해의 해초경(解楚卿)이 확인된다.
- 행(幸)
- 향(香)
- 혁(革)
- 혁련(赫連): 고려의 성씨로, 중기에 혁련정이라는 학자가 있었다.
- 협(劦): 백제의 성씨로, 대성팔족 중의 하나였다. 단 나머지 일곱 개 성씨와는 달리 사료에 협씨 인물의 예가 보이지 않으며, 목협(木劦)씨에서 갈라진 성씨로 보는 견해가 있다.
- 홀(忽)
- 화(華): 고려의 성씨이다.
- 환(桓): 고려 초에 환선길·환향식 형제가 있었으며, 이흔암의 아내의 성이 환씨였다.
- 회(會)
- 획(獲)
- 효(孝)
- 훈(訓)
- 휭(遤): 말이 달리면서 내는 소리(휭)에서 생긴 의성어 성씨로서 조선시대에 기록이 남아 있다.
- 흔(昕): 고려의 성씨로, 예천 권씨의 본래 성씨이다.
- 흑치(黑齒): 백제의 성씨이다. 오늘날 동남아시아 지역에서 살던 성씨로 이름의 유래는 그 곳에서 많이 나는 사탕수수를 그냥 먹으면 이빨이 검은색으로 물든 것이다. 대표적 인물로는 백제 부흥 운동을 벌였던 흑치상지가 있다.
- 혜(嵇) : 세종실록지리지에 전라도 영암군으로 토성으로 기록되어 있다.
- 혜(惠) : 달성(대구) 혜씨가 존재했으나, 마지막 1가구가 일제강점기에 미국으로 이민하여, 국내에서는 사라진 성씨가 되었다. 현재는 극소수가 미국과 일본에 살고 있다.

## 같이 보기
- 대성팔족
- 한국제 한자
- 한국의 성씨

## 참고 문헌
- 金鍾塤(김종훈), 《韓國固有漢字硏究》(1992), 집문당